# فرودگاه خوجیرت
فرودگاه خوجیرت (انگلیسی: Khujirt Airport) یک فرودگاه در کشور مغولستان است. این فرودگاه در خوجیرت، مرکز استان اوورخانغای واقع شده است. این فرودگاه دارای یک باند چمن ۲۲۰۰ متر × ۶۰ متر (۷۲۱۸ فوت × ۱۹۷ فوت) است.